# Банджары (Индия)

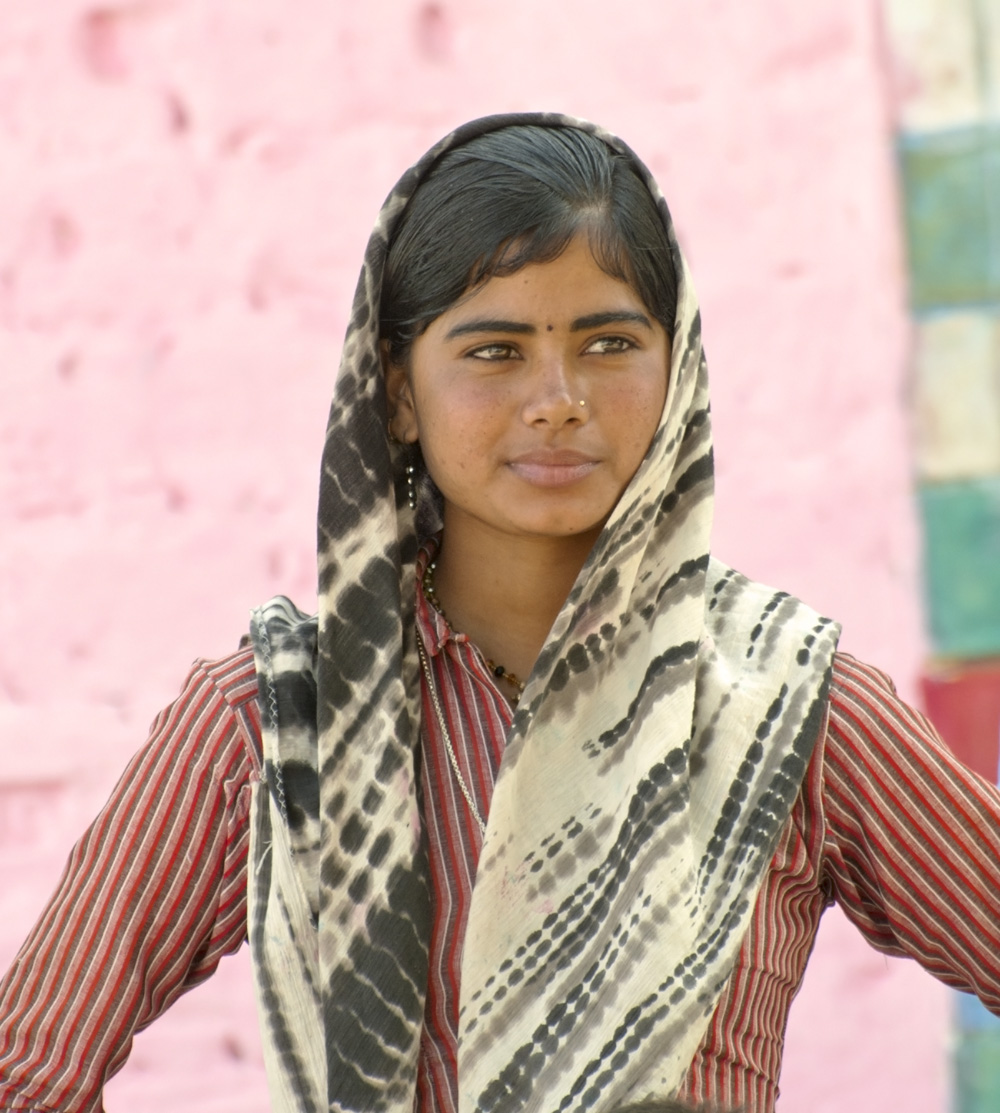

Банджары (также банджара, ламбара, ламбади) — цыганообразная группа в Индии, распространённая в Раджастхане, Мадхья-Прадеш, Махараштре, Карнатаке и некоторых других штатах Индии. Примерно половина банджаров говорит на языке ламбади, одном из раджастханских диалектов хиндустани, остальные говорят на языках, доминирующих в штатах, где они проживают. Часто ошибочно называемы «индийскими цыганами», ввиду традиционно кочевого образа жизни.